# Ghalanai
Ghalanai är en stad i de federalt administrerade stamområdena, ett halvautonomt territorium i nordvästra Pakistan. Den är huvudort för agentskapet Mohmand, och folkmängden uppgick till cirka 6 000 invånare vid folkräkningen 2017.